# Powiat węgorzewski

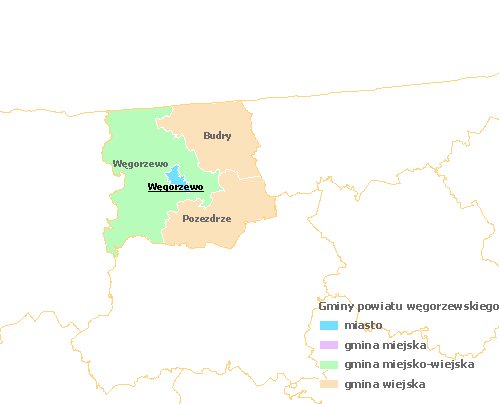
Gminy powiatu węgorzewskiego

Powiat węgorzewski – powiat w Polsce (województwo warmińsko-mazurskie) utworzony w 2002 z części powiatu giżyckiego. Jego siedzibą jest miasto Węgorzewo.
W skład powiatu wchodzą:
- gmina miejsko-wiejska: Węgorzewo
- gminy wiejskie: Budry, Pozezdrze
- miasto: Węgorzewo

Według danych z 31 grudnia 2019 roku powiat zamieszkiwało 22 638 osób. Natomiast według danych z 30 czerwca 2020 roku powiat zamieszkiwało 22 555 osób.

## Demografia

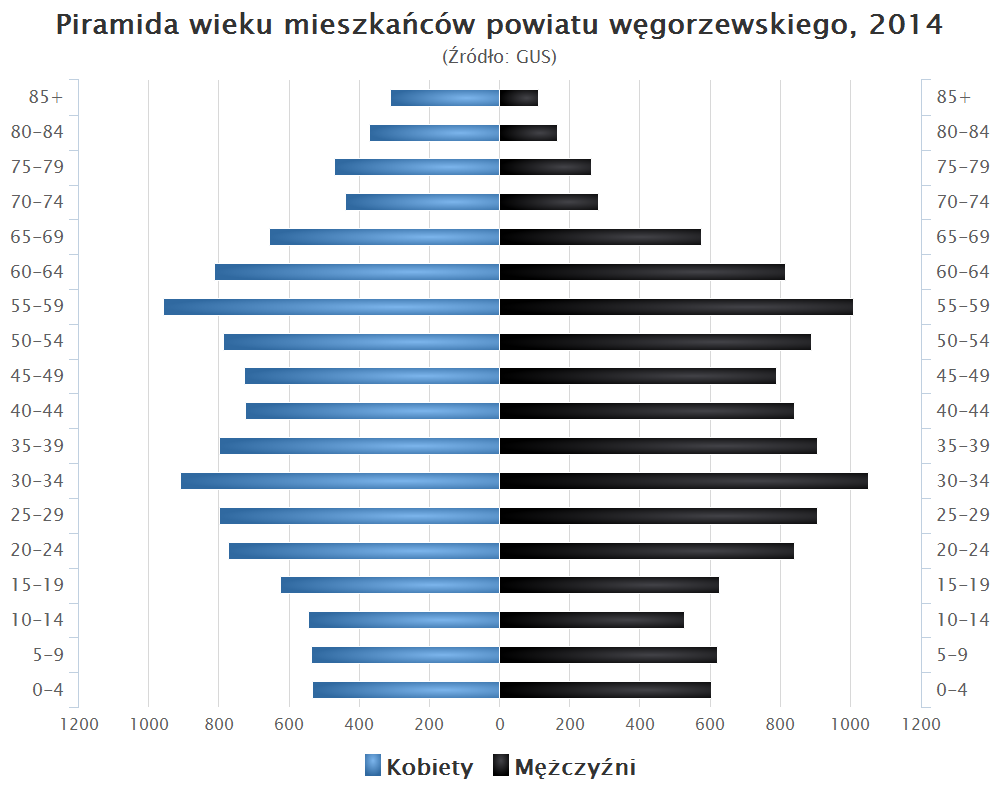
Piramida wieku mieszkańców powiatu węgorzewskiego w 2014 roku

Liczba ludności (dane z 31 grudnia 2010):
|        | Ogółem | Ogółem | Kobiety | Kobiety | Mężczyźni | Mężczyźni |
| osób   | %      | osób   | %       | osób    | %         |           |
| ------ | ------ | ------ | ------- | ------- | --------- | --------- |
| Ogółem | 23 207 | 100    | 11 596  | 49,97   | 11 611    | 50,03     |
| Miasto | 11 377 | 49,02  | 5726    | 24,67   | 5651      | 24,35     |
| Wieś   | 11 830 | 50,98  | 5870    | 25,29   | 5960      | 25,68     |

▶Wieś vs ▶miasto
Ogółem (▶k, ▶m)
Miasto (▶k, ▶m)
Wieś (▶k, ▶m)

### Ludność w latach
- 2002 – 23 928
- 2003 – 23 947
- 2004 – 23 798
- 2007 – 23 551
- 2010 – 23 207

## Gospodarka
W końcu września 2019 liczba zarejestrowanych bezrobotnych w powiecie węgorzewskim obejmowała ok. 0,8 tys. mieszkańców, co stanowi stopę bezrobocia na poziomie 12,2% do aktywnych zawodowo.

## Skład narodowościowy
Według danych uzyskanych w Narodowym Spisie Powszechnym z 2011 roku 6,1% ludności powiatu należy do mniejszości ukraińskiej.

## Kalendarium ziemi węgorzewskiej
Terminem „ziemia węgorzewska” określa się obszar powiatu Angerburg z lat 1818–1945, a także tereny dawnych powiatów gierdawskiego i darkiejmskiego, które w 1945 roku zostały przyłączone do Polski – łącznie to teren o powierzchni 1123 km². Obecny powiat węgorzewski wskutek reform administracyjnych z 1954 i 1999 roku ma znacznie mniejszą powierzchnię – 693 km².
- między 1335 a 1341 – wybudowany w 1312 roku zamek krzyżacki Angerburg staje się siedzibą prokuratorii w komturii królewieckiej (prokurator węgoborski (Pfleger) był jednocześnie rybiczym komturii królewieckiej) – jest to początek administracji terytorialnej w Węgorzewie. Na zamku Dietrich von Altenburg ustalił granicę między okręgami prokuratorskimi w Angerburgu i Leczenburgu
- 1412 – osada Angeraw położona przy zamku Angerburg (siedziba prokuratorii) – otrzymuje prawdopodobnie prawa miejskie i przyjmuje nazwę od zamku (Angerburg)
- 1466–1657 – obszar ziemi węgorzewskiej znajdował się pod polskim zwierzchnictwem
- 1467 lub 1468 – Angerburg wskutek działań wojny trzynastoletniej traci prawa miejskie
- 1520 – wskutek sekularyzacji państwa krzyżackiego w Prusach, prokuratoria w zostaje przekształcona w starostwo (kapitanat,  Amtshauptleute) w powiecie natangijskim, na którego czele stał starosta (Amtshauptmann)
- 4 kwietnia 1571 – Albrecht Fryderyk Hohenzollern nadał Nowej Wsi założonej kilkaset metrów od zamku Angerburg prawa miejskie – otrzymała ona nazwę Angerburg od zamku, choć zamek do 1706 roku nie należał do miasta
- 1723 – starostwo w Angerburgu zaczyna podlegać pod nowo utworzoną kamerę wojenno-skarbową w Królewcu (od 1766 – w Gąbinie, od 1808 – jako rejencja gąbińska)
- 1752 – starostwo w Angerburgu wchodzi w skład powiatu ziemskiego w Rynie, na którego czele stoi Landrat
- 1796 – wskutek utraty znaczenia starostw w Prusach, kończy urzędowanie ostatni starosta w Angerburgu
- 1818 – na mocy reformy administracyjnej, zostaje powołany powiat ziemski (Landkreis) Angerburg o powierzchni 929,42 km², podzielony jest na 9 parafii – Angerburg, Benkheim, Buddern, Engelstein, Possessern, Kruglanken, Kutten, Olschöwen, Rosengarten z filią w Doben
- 5 lutego 1945 – Biuro Pełnomocnika RP na Prusy Wschodnie tworzy powiat węgoborski o powierzchni 929,42 km²
- 14 marca 1945 obszar powiatu węgoborskiego zostaje przyłączony do Polski – wchodzi w skład okręgu mazurskiego (od 29 maja 1946 województwo olsztyńskie)
- październik 1945 – podział powiatu węgoborskiego na 10 gmin wiejskich (Banie Mazurskie, Budry, Kruklanki, Kuty, Olszewo, Pozezdrze, Radzieje, Węgielsztyn, Węgorzewo) i 1 miejską (Węgorzewo)
- 1945–1946 – przyłączenie do powiatu węgoborskiego południowych skrawków zlikwidowanych powiatów gierdawskiego i darkiejmskiego – zwiększenie powierzchni do 1123 km²
- 1954 – podział powiatu węgorzewskiego na 19 gromad zamiast gmin (Banie Mazurskie, Rogale, Żabin, Lisy, Popioły, Budry, Sobiechy, Olszewo Węgorzewskie, Wilkowo, Perły, Węgielsztyn, Trygort, Radzieje, Pozezdrze, Kruklanki, Boćwinka, Kuty, Krzywińskie, Węgorzewo)[7]
- 1955 – przeniesienie z powiatu węgorzewskiego do powiatu gołdapskiego gromad Banie Mazurskie, Rogale, Lisy i Żabin[8]; do powiatu giżyckiego gromadę Sołdany oraz miejscowości Doba, Dziewiszewo i Dejguny; do powiatu kętrzyńskiego gromadę Mażany[9] – powierzchnia powiatu zmniejszyła się do 871 km²
- 1973 – przywrócenie podziału na gminy (w powiecie węgorzewskim – Węgorzewo, Budry, Kruklanki, Pozezdrze i Węgielsztyn)
- 1975 – wprowadzenie dwustopniowego podziału administracyjnego państwa (likwidacja powiatów)-ziemia węgorzewska znalazła się w województwie suwalskim
- 1999 – przywrócenie powiatów, jednak nie powołano powiatu węgorzewskiego (obszar wszedł w skład powiatu giżyckiego)
- 2002 – po 3 latach starań, powstał ponownie powiat węgorzewski (bez gminy Kruklanki; gmina miejsko-wiejska Węgorzewo oraz gminy wiejskie Budry i Pozezdrze; 693 km²)

## Sąsiednie powiaty
- powiat gołdapski
- powiat giżycki
- powiat kętrzyński